# Min Qiji
Min Qiji (chinois traditionnel : 閔齊伋 ; chinois simplifié : 闵齐伋 ; pinyin : mǐn qíjí ; Wade : Min Chʿi-chi), né en 1580 et décédé vers 1661, est un imprimeur chinois de la dynastie Ming.

## Biographie
Imprimeur et philologue, éminent calligraphe, il produit la première édition, à partir de gravure sur bois, en couleurs, de l'Histoire du pavillon d'Occident (西廂記) vers 1640.

## Œuvre
- (zh-Hant) 閔齊伋, 正續六書通.